# Hisayoshi Sato
Pour les articles homonymes, voir Sato.
Hisayoshi Sato (佐藤久佳, Sato Hisayoshi), né le 12 janvier 1987 à Tomakomai, est un nageur japonais.

## Biographie
Aux Jeux olympiques d'été de 2008 à Pékin, Hisayoshi Sato fait partie du relais japonais terminant troisième de la finale du 4x100 mètres quatre nages ; il est aussi éliminé en séries du 100 mètres nage libre et du relais 4x100 mètres nage libre.